# Торчиновичи
Торчиновичи (укр. Торчиновичі) — село в Старосамборской городской общине Самборского района Львовской области Украины.
Население по переписи 2001 года составляло 1048 человек. Занимает площадь 1,65 км². Почтовый индекс — 82080. Телефонный код — 3238.